# Шарлът Гилбъртсън
Шарлът Гилбъртсън (Шарлът Бърнис Гилбъртсън, на английски: Charlotte Bernice Gilbertson) е американска художничка, занимаваща се с рисуване и печатна графика. Родена е на 22 ноември 1922 в Бостън, Масачусетс и придобива известност с абстрактното си изкуство.

## Биография

### Бостън, Париж, Ню Йорк
По време на Втората световна война се записва да служи в армията и бива назначена като психотерапевтичен социален работник в Ню Йорк и Джорджия. След войната се записва в Бостънския университет, където през 1948 година завършва специалност изобразително изкуство и се мести да живее в Ню Йорк, за да има допир с повече художници. Година по-късно, впечатлена от творбите на Пол Сезан, отпътува за Париж, където учи в ателието на Фернан Леже, който е я нарича малката морячка (на френски: la petite marine) поради дрехите, които носи.
Между 1951 и 1974 г., както и между 1977 и 1979 г. живее в Ню Йорк, като работи през зимата и се концентрира върху рисуването през лятото. От 1962 до 1974 г. е заместник-директор и после директор на галерия „Александър Йолас“ (на английски: The Alexander Iolas Gallery in New York City), където се запознава с Анди Уорхол, в чийто филм „Целувка“ (на английски: Kiss) по-късно участва.

### Световни пътешествия
През 1976 г. посещава Япония, Хонг Конг, Австралия, Бали, Мианмар (тогава наричан Бирма), Индия, Непал, Близкият изток, Турция и Гърция. Също така пътува отново в Европа, като прекарва време във Финландия, Швеция и Норвегия.
Прекъсва пътуването си през 1980 година, за да се грижи за майка си и баща си. След тяхната смърт отново заминава на път през 1990 година като прекарва значимо време във Фиджи, Папуа Нова Гвинея, Австралия, Бали, Индия и Непал. Преди да се завърне у дома прекарва дълго време в Париж и Лондон.

### У дома
След окончателното ѝ завръщане в САЩ продължава да твори, занимавайки се с различни медии и рисувайки на хартия и плат. Също така експериментира със златно покритие на дървени панели и рисува впечатленията си от Папуа Нова Гвинея.

## Творчество
Описва се като представител на абстрактното изкуство. Творбите ѝ изобразяват гръцката митология, животни, ориенталски пейзажи и пео-примитивистки рисунки на Папуа Нова Гвинея.

### Изложби
NB: Списъкът е редактиран според личната интернет страница на художничката.
| година       | галерия/място                        | град                     |
| ------------ | ------------------------------------ | ------------------------ |
| 1949         | Galeria Mai                          | Париж VI                 |
| 1960         | Burr Gallery                         | Ню Йорк                  |
| 1961         | Pratt Institute Gallery              | Ню Йорк                  |
| 1962         | The Free Library of Philadelphia     | Филаделфия               |
| 1964         | PVI Gallery                          | Ню Йорк                  |
| 1965         | Institute of Contemporary Arts       | Филаделфия               |
| 1966         | Fishbach Gallery                     | Ню Йорк                  |
| 1967         | Flint College Museum                 | Флинт, Мичигън           |
| 1968-9       | Brooklyn Museum                      | Ню Йорк                  |
| 1971         | Bodley Gallery                       | Ню Йорк                  |
| 1972 to 1978 | Erik Nord Gallery                    | Нантъкет, Масачусетс     |
| 1974         | Iolas Gallery                        | Ню Йорк                  |
| 1977         | Bodley Gallery II                    | Ню Йорк                  |
| 1878         | As You Like It Gallery               | Палм Бийч, Флорида       |
| 1978         | Irving Gallery                       | Палм Бийч, Флорида       |
| 1978         | Pace University Gallery              | Ню Йорк                  |
| 1978         | St. Peter's College Gallery          | Джърси Сити, Ню Джърси   |
| 1979         | Lilley Gallery                       | Харуичпорт, Масачусетс   |
| 1979         | Holly Daly Herman Palm Beach Gallery | Палм Бийч, Флорида       |
| 1980         | Galeria Bryna                        | Палм Бийч, Флорида       |
| 1981         | Galeria Bryna                        | Палм Бийч, Флорида       |
| 1981         | Flagler Museum, Artinian Collection  | Палм Бийч, Флорида       |
| 1982         | Petite Fleur Gallery                 | Палм Бийч, Флорида       |
| 1983         | Rollins College                      | Уинтър Парк, Флорида     |
| 1984         | Foxworth Gallery                     | Ню Йорк                  |
| 1989         | Palm Beach National Bank             | Палм Бийч, Флорида       |
| 1991         | Northwood College Gallery            | Уест Палм Бийч, Флорида  |
| 1998         | Guild of Harwich Artists             | Харуичпорт, Масачусетс   |
| 2000         | Eissey Campus Gallery                | Норт Палм Бийч, Флоридаa |